# Championnat de Singapour de football 2020
Navigation
Saison 2019 Saison 2021
La saison 2020 du Championnat de Singapour de football est la quatre-vingt-huitième édition de la première division à Singapour, organisée par la fédération singapourienne sous forme d'une poule unique où toutes les équipes rencontrent trois fois leurs adversaires au cours de la saison. Il n'y a pas de relégation puisque les clubs inscrits sont des franchises, à l'image de ce qui se fait dans les championnats australien ou nord-américain.
À l'issue de la saison, le champion se qualifie pour la Ligue des champions de l'AFC, alors que le vainqueur de la Coupe de Singapour obtient son billet pour la Coupe de l'AFC. Néanmoins, les franchises « étrangères » comme DPMM Brunei et Albirex Niigata (ainsi que les Young Lions) ne peuvent pas s'aligner en compétition asiatique pour représenter Singapour.

## Déroulement de la saison
Le championnat débute le 29 février 2020, après la 4e journée, le 20 mars 2020, la saison est interrompue à cause de la pandémie de Covid-19. Le championnat reprend le 17 octobre 2020, le 26 octobre le champion sortant, DPMM Brunei, se retire de la compétition, en raison de problèmes de transport à cause de la pandémie. Les équipes se rencontrent deux fois, Albirex Niigata remporte le championnat lors de la dernière journée.

## Les clubs participants
- Albirex Niigata
- Balestier Khalsa
- DPMM Brunei
- Geylang International
- Home United est renommé Lion City Sailors
- Hougang United
- Tanjong Pagar United FC - nouveau club admis à la place de Warrior FC
- Tampines Rovers
- Young Lions

## Compétition
Le barème de points servant à établir le classement se décompose ainsi :
- Victoire : 3 points
- Match nul : 1 point
- Défaite : 0 point

### Classement final
| Rang | Équipe                  | Pts | J  | G  | N | P  | Bp | Bc | Diff |
| ---- | ----------------------- | --- | -- | -- | - | -- | -- | -- | ---- |
| 1    | Albirex Niigata         | 32  | 14 | 10 | 2 | 2  | 32 | 14 | +18  |
| 2    | Tampines Rovers         | 29  | 14 | 8  | 5 | 1  | 27 | 11 | +16  |
| 3    | Lion City Sailors       | 27  | 14 | 8  | 3 | 3  | 44 | 18 | +26  |
| 4    | Geylang International   | 20  | 14 | 6  | 2 | 6  | 18 | 22 | -4   |
| 5    | Balestier Khalsa        | 19  | 14 | 5  | 4 | 5  | 22 | 28 | -6   |
| 6    | Hougang United          | 15  | 14 | 4  | 3 | 7  | 19 | 24 | -5   |
| 7    | Young Lions             | 9   | 14 | 3  | 0 | 11 | 12 | 38 | -26  |
| 8    | Tanjong Pagar United FC | 5   | 14 | 0  | 5 | 9  | 14 | 33 | -19  |
| 9    | DPMM Brunei T           | 0   | 0  | 0  | 0 | 0  | 0  | 0  | 0    |

|  | Champion de Singapour 2020                                 |
|  | Qualification pour la Ligue des champions de l'AFC 2021    |
|  | Qualification pour la Coupe de l'AFC 2021                  |
|  | T : Tenant du titre C : Vainqueur de la Coupe de Singapour |

- DPMM Brunei se retire de la compétition à cause de problèmes de transport dus à la pandémie de Covid-19.
- Albirex Niigata,  DPMM Brunei et Young Lions ne peuvent participer à une compétition continentale.

## Bilan de la saison
| Championnat de Singapour de football 2020 |                                                    |
| Champion                                  | Albirex Niigata Singapour Football Club (4e titre) |
| Coupes et trophées                        |                                                    |
| Vainqueur de la Coupe de Singapour 2020   | non disputée                                       |
| Qualifications continentales              |                                                    |
| Ligue des champions de l'AFC 2021         | Tampines Rovers Football Club                      |
| Coupe de l'AFC 2021                       | Lion City Sailors Football Club                    |
| Coupe de l'AFC 2021                       | Geylang United Football Club                       |
| Promotions et relégations                 |                                                    |
| Promus en S-League                        | Aucun                                              |
| Relégués en NFL Division 1                | Aucun                                              |